# Fanny Lu
Fanny Lu, de son vrai nom Fanny Lucía Martínez Buenaventura, née le 8 février 1973 à Santiago de Cali, est une chanteuse et actrice colombienne.

## Biographie
Née à Santiago de Cali de parents colombiens, elle entre au Clegio Bolivar avant de déménager en France pour finir la scolarité primaire. Après être retournée en Amérique latine, elle étudie à l'Université des Andes où elle obtient un diplôme d'ingénieur.
En 1994, Fanny Lu devient présentatrice télévisée pour l'émission Locomotora puis rentre dans l'industrie musicale. Elle apparait ensuite dans des séries télévisées comme Perro amor et Más Vale Tarde.
Son premier album Lágrimas cálidas sort en 2006 avec les singles No Te Pido Flores et Y Si Te Digo. En 2008, elle sort son second album Dos contenant le single Tú No Eres Para Mi.
Le 16 octobre 2009, Lu devient Ambassadrice de bonne volonté de la FAO.

## Filmographie

### Cinéma
- 2006 : Amigos Salvajes
- 2008 : Sopa Norteña (court-métrage)
- 2010 : Paulina and Friends

### Télévision
- 1998 : Hermosa Niña
- 1998 : Perro amor
- 2000 : Pobre Pablo
- 2000 : La Caponera
- 2008 : Más Vale Tarde

## Discographie

### Albums
- 2006 : Lágrimas cálidas
- 2008 : Dos
- 2011 : Felicidad y Perpetua

### Compilation
- 2013 : Voz y éxitos

### Singles
- No Te Pido Flores (2006)
- Y Si Te Digo (2007)
- Te Arrepentiras (2007)
- Tú No Eres Para Mi (2008)
- Celos (2009)
- Corazón Perdido (2009)
- Regalame Un Beso (2010)
- Fanfarrón (2011)